# Trà Nóc
Trà Nóc là một phường thuộc quận Bình Thủy, thành phố Cần Thơ, Việt Nam.
Phường Trà Nóc có diện tích 7,12 km², dân số năm 2007 là 10.513 người, mật độ dân số đạt 1.477 người/km².

## Lịch sử
Năm 2007, phường tách 5,6567  km² diện tích tự nhiên và 5.339 người để thành lập phường Trà An.